# 希爾賽德馬諾 (紐約州)
希爾賽德馬諾（英語：Hillside Manor）是位於美國紐約州拿騷縣的非建制地區。

## 歷史
希爾賽德馬諾的郵局自1948年營運至今。

## 地理
希爾賽德馬諾所處的海拔為高於海平面30米（即98英呎），而該地所採用的時區為UTC-5，即北美东部时区（EST）。同時該地設有夏令時間，為UTC-5調快一小時，即UTC-4（EDT）。